# Veeravanallur
Veeravanallur é uma panchayat (vila) no distrito de Tirunelveli, no estado indiano de Tamil Nadu.

## Demografia
Segundo o censo de 2001, Veeravanallur tinha uma população de 19,681 habitantes. Os indivíduos do sexo masculino constituem 49% da população e os do sexo feminino 51%. Veeravanallur tem uma taxa de literacia de 76%, superior à média nacional de 59.5%: a literacia no sexo masculino é de 83% e no sexo feminino é de 69%. Em Veeravanallur, 9% da população está abaixo dos 6 anos de idade.